# Arcipelago Wilhelm
L'arcipelago Wilhelm è un arcipelago di isole dell'Oceano Atlantico meridionale. Come molte isole o territori antartici, l'arcipelago Wilhelm prende il nome dal sovrano della nazione da cui l'esploratore che lo ha scoperto proveniva. Infatti, nel 1873-74, il tedesco Eduard Dallmann dedicò l'arcipelago all'allora imperatore di Germania e re di Prussia, Guglielmo I di Germania (in tedesco: Wilhelm I. Deutsches Reich).

## Geografia e Clima
L'arcipelago fa parte geograficamente della Penisola Antartica in Antartide e pertanto non è sotto il controllo di nessuna nazione mondiale. Si estende dallo Stretto di Bismark, alla Terra di Graham. Consiste in una miriade di isole e microisole, tutte disabitate e che talvolta possono essere confuse per iceberg, di cui più dei tre quarti non possiede un nome. Le isole più grandi dell'arcipelago sono l'isola di Booth e l'isola di Hovgaard.
Come il resto dell'Antartide, le isole possiedono un clima di tipo glaciale, con inverni lunghi e freddissimi ed estati fresche. L'arcipelago è di poco a Nord del circolo polare antartico (66°33'39") e quindi è parzialmente interessato dagli effetti della inclinazione dell'asse terrestre, per cui in estate è spesso buio anche nelle ore centrali della giornata.